# Rotes Messbuch zu Paffrath
Das Rote Messbuch zu Paffrath ist eine weitgehend durch den damaligen Paffrather Pfarrer Conrad Voeghe von Dortmund (Conradus Voeghe van Dorptmunde) im 15. Jahrhundert (1448–1452) entstandene Pergament-Handschrift. Das ältere Paffrather Messbuch wurde durch unbekannte Hand bereits Anfang des 15. Jahrhunderts bewusst zerstört. Das neue, rote Messbuch enthält inhaltlich u. a. die Rekonstruktion von kirchlichen Rechtsbestimmungen, Einkünften der Pfarre Paffrath (Paffrode) bzw. dessen Pfarrers (Zehnt) sowie Regelungen im Nachbarschaftsrecht des Paffrather Fronhofs.  Die Rekonstruktion gelang Pfarrer Conrad Voeghe durch zufällig erhalten gebliebene Seiten des alten Messbuchs, mündliche Angaben des Pfarrers Hilbrant Warve von Odenthal sowie durch Aussagen von Kirchspielsleuten durch Befragung vor Gericht. Seinen Beinamen hat das Messbuch durch den mit rotem Schafsleder bezogenen Ledereinband, der mit einer Trapezmusterpressung versehen ist.
Das Originalwerk wird im Archiv der Pfarre Paffrath in Bergisch Gladbach aufbewahrt. Ein Faksimile des Buchs befindet sich im Bergisch Gladbacher Stadtarchiv. Inzwischen wurde das Buch im Rahmen des Internetprojekts Codices Electronici Ecclesiae Coloniensis (CEEC) an der Universität zu Köln digitalisiert.